# اونلوجه (طوت)
اونلوجه (بالتركية: Ünlüce)‏ هي قرية تتبع إداريّاً لمديرية طوت في محافظة أديامان التركية الواقعة في جنوب شرق الأناضول. وبلغ عدد سكانها 122 نسمة في عام 2021.